# آئین‌نامه (ابن مقفع)
آئین‌نامه نام یکی از کتاب‌های عصر ساسانیان بود که ابن مقفع در قرن دوم هجری (هشتم میلادی) از زبان پارسی میانه به زبان عربی ترجمه کرد. این کتاب مانند خداینامه، کتابی نیمی‌رسمی و دارای مضامین پندآموز و تربیتی بود.
ابن قتیبه این کتاب را در دسترس داشته و می گوید در کتاب آیین خواندم که یکى از ملوک عجم در خطبه می‌‏گفت: من مالک تن‏هاى شما هستم نه نیت‏هاى شما. و در موضع دیگر از کتاب آیین مطالب مفصلى در مورد لشکرکشى و تعبیه‌‏ى لشکر، تاکتیک‏هاى جنگى، چون شبیخون و...  و در جاى دیگر مطالبى در خصوص تیراندازى از این کتاب نقل نموده است.